# Vegyes tüzelésű kazán
A vegyes tüzelésű kazán (más néven szilárd tüzelésű kazán) egy fűtéshez használt kazánfajta, amely fával, szénnel és egyéb a használati utasításában szereplő tüzelőanyagokkal fűthető. Különböző méretben gyártott, így alkalmas az egyes épülettípusok fűtési rendszerébe való beillesztésre. Megújuló energiaforrások használatát is lehetővé teszi, így a fa, szén és növényi hulladék égetésére is alkalmazható. Jellemzője a kézi adagolás, tisztítás, szabályozás, kezelés. 

## Működése, szerkezete

### Egyteres, égő nélküli kazánok
Üzemüket tekintve ide tartoznak a vízteres tűzterek is, melyek épített, vagy kész burkolattal készülhetnek.  
A manuálisan adagolt tüzelőanyag a tűztér nagyságától függően 2-6 óra alatt ég el. A hagyományos fatüzelésű kazán általában rostélyon éget el szilárd tüzelőanyagot. Általában egy tűztere van, de vannak külön olaj/gázégővel fűthető tűzteres, alatta szilárd tüzelőanyaggal fűthető második tűzteres kazánok is. Az égéshez levegőbevezetés szükséges, ami nyílt égéstérnél a helyiségbe a külső levegő bevezetését teszi szükségessé, Zárt égésterű kazánok saját, külön levegőbevezetéssel rendelkeznek, és rendszerint ehhez megfelelő levegő/égéstermék aknás kéménnyel. A szilárd tüzelésű kazán nyitott égéstér esetén rendszerint két huzatszabályozóval rendelkezik.  Ezek szabályozásával a kéményen keresztül kialakuló természetes huzat táplálja az égést. A kazán alsó ajtaján lévő primer huzatajtó egy termosztatikus láncos szabályozó segítségével a kazánvíz hőfoka alapján szabályozható. A tüzelőanyag-pakoló nyílás ajtaján található szekunder huzatajtó pedig az égés során felszabaduló gázok oxigén-ellátottságának szabályozását és adagolását teszi lehetővé, ezzel biztosítva a füstmentes égést. Az égés megfelelő, ha világossárga, fehér lánggal ég, nem füstöl, kormoz. Ehhez a tüzelőanyag minőség biztosítása is szükséges: fatüzelésnél kb. 2 évig fedett helyen szárított fa. A friss fa nedvessége kb. felére csökkenti a fűtőértéket, és duplájára növeli a füstgázban a szennyezést. Az égéslevegő nyílásokat teljesen nem szabad lezárni, mert robbanásveszély keletkezhet.

### Több égésteres, vagy égős kazánok
A hagyományos vegyes tüzelésű kazánokhoz képest több égéstérrel rendelkezhetnek. Ilyenek az alsó szén égéstérrel, és felső olajtüzelő égővel felszerelt kazánok. A széntüzelésű tér kézi adagolású, míg az olajégő automatikus üzemre alkalmas. Központi fűtéses  családi házakban kerültek alkalmazásra.
Nem vegyes tüzelésűek, de megfelelő füstgázminőségűek az elgázosító kazánok, melyek szintén két égéstérrel rendelkeznek, az alsó elgázosító térből a gázok a felső térben tökéletesen éghetnek el, a tüzeléshez nagyobb darabolt hasábokat is fel lehet használni. Az elgázosító térben csak annyi oxigént adagolnak, hogy a fa felizzon, és kigázosodjon. Automatizált hőmérséklettartással, levegőadagolással és puffer tárolóval bizonyos ideig önállóan működik. 
Külön automatikus adagolású, kisméretű darabos tüzelőanyagra alkalmas égővel felszerelt kazánok: a fa, (pellet, faapríték) tüzelésnél a tüzelőanyagot speciális égőfej juttatja a tűztérbe, a tüzelőanyag típusát az égőfej meghatározza, nem cserélhető (nem vegyes). A tüzelőanyag a szén háttérbe szorulásával általában pellet, faapríték, amit egy tárolóból csiga juttat a tűztérbe, és az égésterméket/égéslevegőt ventilátor nyomja az égéstérbe ill. ki a szabad légtérbe. Egyes egyszerű, egyteres vegyes tüzelésű kazántípusokhoz a speciális égő utólag is illeszthető, mely pl. pellet tüzelésre teszi alkalmassá. A működés teljesen automatikus, hőmérséklet és levegőellátás, valamint a biztonsági berendezések is önállóan szabályozottak. 

## Biztonsági felszerelések, szabályozók
A vegyes tüzelésű kazánok régebbi alkalmazásaihoz képest (nyitott rendszer, biztonsági vezetékkel, nyitott tágulási tartállyal) sok technikai feltétel, biztonsági berendezés változott. Megfelelő szerelvényekkel zárt rendszer is alkalmazható. A legfontosabb a túlhevülés, túl nagy vízoldali nyomás megakadályozása. 
Kézi adagolásúak, ezért túl nagy mennyiségű tüzelő behelyezésével a rendszer túlhevül, felforrhat, robbanásveszély keletkezhet. Ennek megakadályozására a kazán kilépő oldalán hűtő hőcserélőt helyeznek el (általában a kazán víztérbe gyárilag beépítve), amit termikus biztonsági szeleppel hálózati hideg vízzel hűtenek (kb. 97 C-fokon nyit). Ha nincs hűtő hőcserélő, akkor a termikus biztonsági szelep mellett egy automatikus kazántöltő csap hálózati hideg vizet enged a kazánba. 
A vízoldali nyomás nagymértékű megemelkedése ellen vegyes tüzelésű kazánok zárt rendszereiben is biztonsági, túlnyomás határoló szelepet helyeznek el, a mi a forró gőzt a csatornába juttatja. A hirtelen nagy lángú égés ellen a kéménybe huzatgátlót építenek, ami túl nagy huzat esetén hideg levegőt enged a kéménybe. 
A hirtelen túl nagy teljesítmény elraktározható, amikor az épület hőigénye éppen kisebb, ha egy tároló tartályt (puffer tartályt) teszünk a rendszerbe. Ezzel a kézi adagolású kazán kezelője néhány óra szünethez is jut, a folyamatos személyi felügyelet helyett. 
Amennyiben padlófűtés is van a fűtési rendszerben, akkor az különösen érzékeny a fűtővíz hőmérsékletére, csak szabályozott, korlátozott hőmérsékletű vizet lehet beleengedni. Ennek a szabályozásnak elromlása a padlófűtési műanyag csöveket és padlót veszélyezteti. Ezért a magas vízhőmérséklet ellen pl. termosztatikus radiátorszelepet építenek be, mely szabályozza a vízhőmérsékletet. A vegyes tüzelésű kazán belépő (hideg víz) oldalán bizonyos hőmérséklet szükséges, hogy a tűztérben vízgőz az égéstermékekből ne csapódjon le, és a kazán ne korrodáljon. Ehhez egy hőmérséklettartó termosztatikus szelepet építenek be.
A biztonságos üzemhez tartozik a begyújtás és tüzelés megfelelő mértéke. Egyszerre a tűztérbe csak a használati utasításnak megfelelő mennyiséget szabad betenni (pl. a tűztér térfogat 1/3-át, ill. megadott tömeget), és felülről gyújtjuk meg, szekunder levegő beadása mellett. A korommentes égésre törekvés szintén szekunder levegő beengedését jelenti. A szerelvényeket, üzemet normál kivitelű vegyes tüzelésű kazánnál kézzel szabályozzuk, személyi felügyelet szükséges. 

### Szabályozások
A kályhák, kandallók, vegyes tüzelésű, kézi adagolású tüzelő fűtőkészülékek emissziójának csökkentése aktuális kérdés.  
A meglévő szilárdtüzelésű kazánok közül az automatikus tüzelőanyag adagolású, és elgázosító kazánok látszanak megfelelőknek.  
A fő hibalehetőséget a kézi adagolás okozza. pl. a túl nagy induló mennyiség,  
Nagyobb kazán, ill. kályha gyártók ajánlanak termékeik mellé részben a puffer szabályozást, részben az égés szabályozást biztosító szabályozókat. 
Termosztatikus szelep a primerlevegő szabályozására: a szelep a víztér hőmérséklete szerint változtatja az alsó levegő csappantyút, hamutérbe, rostély alá jutó primer levegő mennyiségét. 
Vizsgálatot folytatott a BMGE a hagyományos termosztatikus primer égéslevegő csappantyúval (fűtővíz hőmérsékletről vezérelt csappantyúállás), és arra a következtetésre jutott, hogy a kazánba építhető teljesítménykorlátozó szelep (fojtás), amely az égési levegő szabályozó ajtó nyitását, zárását végzi, az égési folyamatunkat, és így az emissziót a szabályozása függvényében folyamatosan elrontja. Ez a fajta dinamikus teljesítmény korlátozás energetikailag és környezetvédelmi szempontból is kedvezőtlen.  Érdemesebb az égést optimális levegőbevezetéssel lefolytatni, és a képződött hőt a puffer tartályban tárolni. Ehhez a termosztatikus fojtástól eltérő szabályozás szükséges. Ilyen az egyes tüzelőanyagokhoz speciálisan alkalmas automatikus adagolású égőfej, melyben adagoló csiga, füstgáz ventilátor, és szabályozó egység található.
A régebbi vegyes tüzelésű kazánok levegőbevezetéséhez a szekunder levegő szabályozó nyílás felül van, ez a tűztérajtón lévő beállítható nyílás, amely a lángba juttat levegőt, hogy az abban lévő elégetlen gázok és anyagok minél tökéletesebben égjenek el.  
Továbbá vegyes tüzelésű kazánokon is szükség van a tűz megtekintésére, mivel annak színe jellemző az égésre, és annak folyamata így befolyásolgató. Ahol a szekunder levegő nyílás erre módot ad, ott ezt használhatjuk nézőnyílásként. Lehetőleg olyan tűztérajtót alkalmazzunk, melyen van nézőüveg. Az ajtó nyitása erre a célra veszélyesebb.
Utólagos javítási eszközök szerelhetők fel a régebbi kazánokhoz, pl. automatikus adagolású égőfejek. Csak egy elektromos, vagy termosztatikus szabályozóval a kazán emissziója nem éri el a ma korszerű, kívánatos értéket. A tűztérajtóba megfelelő típusoknál beépíthető pl. egy pellet adagoló égő, mely tartalmaz szabályozást, másrészt az adagolás szabályozásával elkerülhető a puffer tartály beépítése. Ilyen égőfejek pl.: 
Centrometal 14-50 kW, Kostrzewa 16-55 kW, illetve vezérlés égővel együtt: Centrometal Pel-Tec 12-48 kW, Hajdu HVK kazán égőfej E1-24  6-24-kW vezérléssel együtt. 
Ezek felszerelésekor szakember, vagy szerviz igénybevételére van szükség, mert a kazánon való elhelyezésük megfelelő képesítést igényel.
Külön típust és megoldást jelentenek a gyárilag komplett faelgázosító, apríték tüzelésű, és pellet kazánok (nem vegyes tüzelésű), melyekben beépített teljes szabályozást alkalmaznak. 

## Telepítésének alapfeltételei
Technológiai helyigényéből adódóan egy átlagos családi háznál nagysága körülbelül 1 négyzetméterre tehető, míg magassága 1,2-1,7 méter közötti. Gázkazánnal való kombinált használat esetén a telepítés helyszíne a gázkazán közelében történik, mivel ebből a pontból kiindulva kerül méretezésre a fűtési rendszer. Vannak zárt rendszerre köthető kazánok, pl. a Celsius kazánok nagy része. Robbanás ellen a biztonsági szelep védi a rendszert. Ha túlságosan megnő a rendszerben a nyomás, akkor a biztonsági szelep lefúj addig, amíg a nyomás a normál, megengedett értékig csökken. Telepítés egy kialakított központi fűtési rendszerhez történik. Elhelyezésére legmegfelelőbb egy külön kazánhelyiség. A kazán légellátása, égéslevegő elvezetése, fűtési igény a szokásos számításokkal határozható meg. A kémény paraméterezésénél a vegyes tüzelésű kazán teljesítményét, huzatigényét és a kémény magasságát szükséges figyelembe venni. A kezeléshez az állandó felügyeletet kell biztosítani. Puffertároló beszerelésével a kazán hatásfoka és az általa nyújtott komfortérzet is jelentősen növelhető, mivel az állandó tüzelés nélkül is meleget nyújt még egy ideig. A vegyes tüzelésű kazán gázkazánnal kombinálható, de önmagában is használható fűtési alternatíva.
A fontosabb feltételek:
- Biztonsági szerelvények (túlnyomás, túlfűtés ellen),
- Központi fűtési rendszer, a vegyes tüzelésű kazán jellemzőihez igazított kivitelben,
- Tüzelőanyag tároló,
- Megfelelő tüzelőanyag (száraz fa, vagy a használati utasítás szerinti),
- Tűzbiztos salak eltávolítás
- Égéslevegő ellátás,
- Égéstermék elvezetés,
- Személyi felügyelet

A kazán elvárt teljesítménye az épület hőigényétől függ, melyre egyre szigorúbb számítások vonatkoznak (7/2006 TNM rendelet és módosításai). Becslésszerűen közelítőleg:
- Jó hőszigetelésű épület esetén: hasznos alapterület (m2) x átlagos belmagassággal (m) x 40 W
- Kevésbé jó hőszigeteléssel rendelkező épület esetén: hasznos alapterület (m2) x átlagos belmagassággal (m) x 50 W

Gyakorlati tanácsok a kiválasztáshoz számos helyen találhatók.

## Jellemzői
A vegyes tüzelésű kazánok működtetése több munkaráfordítást, odafigyelést igényel, mint egy automatikus adagolású kazán. A vegyes tüzelésű kazán kézi adagolású, üzemeltetésének legfontosabb feladatai közé tartozik a napi begyújtás, és a folyamatos tüzelőanyag-utánpótlás biztosítása, odafigyelve arra, hogy ne fűtsük túl, illetve a napi salakolást is el kell végezni. Emellett havonta át kell tisztítani a belsejét, különben csökkenhet a hatékonysága. Környezetvédelmi szempontból és egyben hatásfok szempontjából a begyújtás és tüzelés módja nagyon jelentős, a kémény kormozása, porkibocsátása és a tüzelőanyag fogyasztás nagyrészt a kezelőn múlik. 
A szilárd tüzelőanyag jelentős helyet foglal el, általában külön tüzelőanyag tároló indokolt, mivel pl. a tűzifa fedett helyen tárolva néhány év alatt szárad ki megfelelően. A forró salak-hamu eltávolításához tűzbiztos (fém) kuka szükséges.
Meghibásodási gyakorisága elég alacsony, így hosszú távon képes a megfelelő biztonságos működésre, viszonylag csekély a meghibásodás valószínűsége, így a javítására és működtetésére sem kell sokat költeni. Különféle tüzelőanyag-befogadó képességének köszönhetően költséghatékonyan működik, alacsony fenntartási költségek mellett. 
A kazán használati utasítása tartalmazza azokat a tüzelőanyagokat, melyekre kazán alkalmas, a kibocsátása, és a teljesítmény az előírt értékek között tartható. Kimondottan környezetbarát technológia ha fa, ill. biomassza tüzelőanyagot alkalmazunk, és betartjuk a kibocsátási előírásokat. A tüzelőanyag nagyobb darabos, a hasábfától az 50mm feletti méretű brikettekig terjed. A fabrikettel/napraforgó maghéj brikettel való fűtés elterjedőben van, bár csak kézi adagolású. Előnye, hogy száraz anyag és tárolása is jobban, kisebb helyigénnyel megoldható. Ezzel egyidőben figyelembe kell venni, hogy tömörsége miatt nagyobb hőt ad, mint egységnyi keményfa megfelelője, így annak kb 1/3- 1/2 része elegendő a megegyező fűtési energia eléréséhez.
Többet NE tegyünk kályhánkba, kandallónkba, ne tegyük ki őket nagy hőterhelésnek. 
Amennyiben a tüzelőanyagok tárolása egyszerűen megoldható, továbbá a  kezeléshez gyakorlott személy biztosítható (tüzelő anyag hordás, begyújtás és tűz felügyelete), akkor optimális választás lehet.

## Környezetvédelem
A kazánok és kályhák szilárd tüzelésével kapcsolatban egyre inkább jelentkezik a pormentes, elfogadható emisszióval rendelkező fűtési technika szükségessége. A fűts okosan kampány honlap tájékoztatása szerint kis vaskályhával és vegyes tüzelésű kazánnal nem érhető el környezetkímélő üzemmód.  
A 2015/1185/EU rendelet a szilárdtüzelésű egyedi helyiségfűtő berendezésekre, A 2015/1187/EU rendelet a szilárdtüzelésű kazánok és fűtőberendezés csomagok címkézéséről szól.  Meghatározza a szezonális hatásfokot, és a kibocsátásokat. (Szezonális helyiségfűtési hatásfok: kapcsolt üzemű szilárd tüzelésű kazánok esetében 96%, kondenzációs kazánok esetében 90%, más szilárd tüzelésű kazánok esetében 84%. 
Szezonális helyiségfűtési kibocsátások: por: biomasszával működő kazánok esetében 2 mg/m3, fosszilis tüzelőanyaggal működő kazánok esetében 10 mg/m3; gáznemű szerves vegyületek: 1 mg/m3; szén-monoxid: 6 mg/m3; nitrogén-oxidok: biomasszával működő kazánok esetében 97 mg/m3, fosszilis tüzelőanyaggal működő kazánok esetében 170 mg/m3.)
A vegyes tüzelésű kazánok a törvényes előírások és szabványok szerint készülnek, melyek az üzemre is vonatkoznak. Probléma lehet viszont, ha a kezelési technológiától az üzemeltető eltér, a porterhelés elsősorban az üzemeltetési kérdésekre vezethető vissza. Ezért a kézi adagolású kazán elfogadható kibocsátását leginkább automatikus adagolású kazánra/égőfejre, való áttéréssel lehet elérni. (A hagyományos kazán kezelési utasítása tartalmazza. Pl. tűztér megrakás mértéke: 1/2, 1/3, felső begyújtás, +felső levegőbeadás.) A vegyes tüzelésű kazán általában egyszerű, kézzel szabályozott kezelőelemeket tartalmaz. Füstszűrők, katalizátorok, elektrofilterek, automatikus adagolású égőfejek  gyárilag, vagy utólag is felszerelhetők. A szükséges többlet huzatot füstgáz-elszívó ventilátorral lehet biztosítani. 

## Kapcsolódó csócikkek
- biztonsági szelep
- padlófűtés
- puffer tartály
- Pellet
- Faapríték
- Tűzifa
- Katalizátor